# ウースター・トルネードズ
ウースター・トルネードズ（Worcester Tornadoes）は、2012年まで北米独立リーグのカナディアン・アメリカンリーグに加盟していたプロ野球チーム。本拠地はアメリカ合衆国マサチューセッツ州ウースター。

## 歴史
2005年に創設され、同年からカナディアン・アメリカンリーグに加盟し、活動を開始する。同年、創設初年度にしてリーグ優勝を果たした。しかし、経営状態の悪化から2012年にチームの解散が決定した。

## チーム名
1953年6月9日に、ウースターを襲ったトルネード（Flint–Worcester Tornado（英語））にちなんで名付けられた。

## 過去の主な所属選手
- クリス・コラベロ（2005年 - 2007年途中、2008年 - 2011年）
- フランシスコ・カラバイヨ（2008年）
- サンティアゴ・ラミレス（2009年）
- エイブラハム・ヌニェス（2011年）
- ホセ・カンセコ（2012年）
- カイル・レグナルト（2012年）